# Hypnoskop

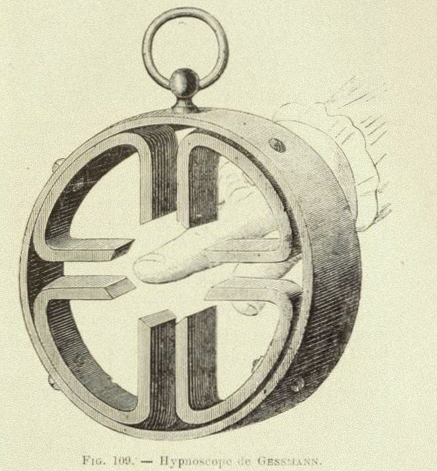
Hypnoskop

Das Hypnoskop (griechisch) ist ein von Gustav Wilhelm Geßmann Ende des 19. Jahrhunderts konstruierter  Apparat, mit dessen Hilfe man herauszufinden meinte, ob eine Versuchsperson sich leicht hypnotisieren lassen könne oder nicht. Eine Wirksamkeit dieses Verfahrens ist nicht nachgewiesen.
Der Apparat bestand aus vier ringförmig angeordneten Hufeisenmagneten, deren 8 Pole gegen einen engen Raum konvergieren, in den ein Zeigefinger der Versuchsperson gesteckt werden konnte. Die eigenartigen Empfindungen der Versuchsperson sollten dann Aufschluss über deren Hypnotisierfähigkeit geben.
Ein ähnliches Instrument hatte vorher bereits Johann Ochorowicz angegeben.